# Blackburnium insigne
Blackburnium insigne es una especie de coleóptero de la familia Geotrupidae.

## Distribución geográfica
Habita en el oeste de Australia.